# César Pacheco Vélez
César Pacheco Vélez (Lima, 1929 - Lima, 1989) fue un historiador peruano. 

## Biografía
Nacido en la capital peruana. Estudió en la Universidad de Sevilla donde fundó la cátedra Inca Garcilaso de la Vega. Contrajo matrimonio en 1961 con María del Rosario Barandiarán Krüger, con quien tuvo dos hijas: María del Rosario (1962) y María José (1977).
Desarrolló su labor docente en diversas universidades peruanas: Pontificia Universidad Católica del Perú, Universidad de Piura y Universidad del Pacífico. 
Fue miembro de la Academia Nacional de la Historia y correspondiente de las Academias de Madrid, Buenos Aires y México, así como representante en el Perú de la Organización de Estados Iberoamericanos para la Educación y la Cultura (OEI).
Fue director de la revista Globo (1949-50) y Diálogo (1952-1953), así como secretario y director de Mercurio Peruano (1966-1978). Promovió y dirigió la Colección Clásicos del Perú editados por el Banco de Crédito del Perú, en la que publicó los Comentarios Reales del Inca Garcilaso de la Vega (1985) y las obras completas de Viscardo y Guzmán (1988).

### Trayectoria intelectual
Junto con peruanos de su generación como Pedro Benvenutto Murrieta, destacó por la defensa del patrimonio cultural del Perú y especialmente luchó por la recuperación del centro histórico y monumental de Lima a través de campañas periodísticas, investigación documental, soluciones legales y la representación del Perú en conferencias y certámenes internacionales. Fue también secretario de doctrina de la Democracia Cristiana del Perú y un activo promotor cultural en Lima, donde fue el principal artífice de la restauración de la Casa Osambela, palacio del siglo XVIII que se convertiría en sede de la Academia Nacional de la Historia y de la Academia Peruana de la Lengua.
Defendió la figura y la obra del historiador José de la Riva Agüero frente a quienes, como Jorge Basadre, lo acusaban de poca sensibilidad respecto a la problemática del indio, demostrando que en sus escritos y en su epistolario, Riva Agüero expresa una denuncia sincera de la injusta situación que ha visto con sus propios ojos en la sierra del Perú.
Pacheco Vélez preparó la edición de las obras completas de José de la Riva Agüero, en colaboración con Enrique Carrión Ordóñez y José Jiménez Borja, así como la primera entrega de las Memorias de Víctor Andrés Belaunde. Formó parte de la Comisión del Sesquicentenario de la Independencia del Perú para la cual preparó la edición de las obras de Juan Pablo Viscardo y Guzmán, de Túpac Amaru, y de José Faustino Sánchez Carrión, en colaboración con Augusto Tamayo Vargas y Percy Cayo. También publicó el epistolario de Baquíjano y Carrillo.
En su trayectoria intelectual merece destacar su libro Memoria y utopía de la vieja Lima (1985), donde reúne varios trabajos sobre historia de Lima que trascienden la evocación nostálgica, pues el autor propuso fórmulas viables para la revaloración del casco histórico de Lima —uno de los más importantes de Hispanoamérica— cuya unidad, armonía y belleza son señas irrenunciables de identidad peruana. Fue entonces cuando se emprendió la recuperación del cercado limeño y la restauración de fachadas, balcones y edificios históricos.
En su pensamiento defiende el valor de la tradición —no el simple tradicionalismo— y reflexiona sobre la importancia de la identidad nacional, siguiendo el pensamiento de Víctor Andrés Belaunde, que se proyecta en un destino mestizo:
«Nación es, pues, en el Perú, primero ruptura y exilio, luego proyecto de integración: el dinamismo que sus elementos constitutivos han tenido en los siglos pasados puede variar, está variando a nuestros ojos, en un evidente canje o sustitución de roles históricos. La invertebración actual de culturas y tradiciones al interior del Estado plurinacional peruano es la que hace más arduo y al mismo tiempo más urgente, el acceso a una identidad peruana que abarque a la porción suficientemente mayoritaria de la población». (Memoria y utopía de la vieja Lima, p. 41).
La Universidad de Piura conserva en su biblioteca una colección de más de 13.000 manuscritos y fichas de investigación del profesor Pacheco Vélez, así como una colección completa de la revista Mercurio Peruano, donadas por las hijas del historiador.

## Obras
- El peruano frente a la historia del Perú (Lima, Colección Hombres del Perú, 1964).
- Enseñanza de la historia y conciencia nacional (Piura, Universidad de Piura, 1971).
- Viscardo y Guzmán (Lima, Colección Hombres del Perú, 1964).
- «Trayectoria histórica de los Jesuitas en el Perú», en Mercurio Peruano, N.º 473 (1968), pp. 253-285.
- La Sociedad Patriótica de Lima: un capítulo de la historia de las ideas políticas en el Perú (Lima, Editorial Jurídica, 1973).
- Profilo storico Dell’America Latina (Roma, 1974).
- «Riva Agüero y Unamuno: un diálogo desconocido», en Apuntes, 7 (Lima, 1977), pp. 101-165.
- Tres ensayos sobre Ortega en el Perú (Lima, 1983).
- «¿Se puede salvar Lima antigua?» en Oiga, 191 (Lima, 3 de septiembre de 1984), pp. 35-41.
- «En el centenario de José de la Riva-Agüero (1883-1983)», en Boletín del Instituto Riva-Agüero (Lima, 1984-1985), 13, pp. 177-190.
- Memoria y utopía de la vieja Lima (Lima, Universidad del Pacífico, 1985).
- Víctor Andrés Belaúnde (Lima, Biblioteca Visión Peruana, 1987).
- Perú promesa (Lima, Universidad del Pacífico, 1988).
- Ensayos de simpatía: Sobre ideas y generaciones en el Perú del siglo XX (Lima, Universidad del Pacífico, 1993).